# Distretto di Waghaz
Il distretto di Waghaz è un distretto dell'Afghanistan appartenente alla provincia di Ghazni. Viene stimata una popolazione di 19 393 abitanti (stima 2016-17).